# Mijn Vaderland
Mijn Vaderland (vereenvoudigd Chinees: 我的祖国; traditioneel Chinees: 我的祖國; pinyin: Wǒ de zǔguó) is een vaderlandslievend Chinees lied dat dateert van 1956. De tekst werd geschreven door Qiao Yu, de muziek getoonzet door Liu Chi.
Het lied werd voor het eerst gebruikt in de film Shangganling (op de berg Shanggan), een film over de Koreaanse Oorlog. In dit muziekstuk hebben de soldaten heimwee naar China, hun vaderland, terwijl ze vechten in het verre Korea. Naar de oorlog zelf wordt niet verwezen, behalve zijdelings in de derde strofe.
| Vereenvoudigd Chinees | Traditioneel Chinees | Pinyin |
| --- | --- | --- |
| 一条大河波浪宽 风吹稻花香两岸 我家就在岸上住 听惯了艄公的号子 看惯了船上的白帆 这是美丽的祖国 是我生长的地方 在这片辽阔的土地上 到处都有明媚的风光 姑娘好像花一样 小伙心胸多宽广 为了开辟新天地 唤醒了沉睡的高山 让那河流改变了模样 这是英雄的祖国 是我生长的地方 在这片古老的土地上 到处都有青春的力量 好山好水好地方 条条大路都宽畅 朋友来了有好酒 若是那豺狼来了 迎接它的有猎枪 这是强大的祖国 是我生长的地方 在这片温暖的土地上 到处都有和平的阳光 | 一條大河波浪寬 風吹稻花香兩岸 我家就在岸上住 聽慣了艄公的號子 看慣了船上的白帆 這是美麗的祖國 是我生長的地方 在這片遼闊的土地上 到處都有明媚的風光 姑娘好像花一樣 小伙心胸多寬廣 為了開闢新天地 喚醒了沉睡的高山 讓那河流改變了模樣 這是英雄的祖國 是我生長的地方 在這片古老的土地上 到處都有青春的力量 好山好水好地方 條條大路都寬暢 朋友來了有好酒 若是那豺狼來了 迎接它的有獵槍 這是強大的祖國 是我生長的地方 在這片溫暖的土地上 到處都有和平的陽光 | yītiáo dàhé bōlàng kuān fēngchuī dàohuāxiāng liǎng'àn wǒjiā jiù zài ànshàng zhù tīng guànliǎo shāogōng de hào zi kàn guànliǎo chuánshàng de báifān zhè shì měilì de zǔguó shì wǒ shēngzhǎng dì dìfāng zài zhè piàn liáokuò de tǔdì shàng dàochù dōu yǒu míngmèi de fēngguāng gūniáng hǎoxiàng huā yīyàng xiǎohuǒ xīnxiōng duō kuānguǎng wèiliǎo kāipì xīntiāndì huànxǐngliǎo chénshuì de gāoshān ràng nà héliú gǎibiànliǎo múyàng zhè shì yīngxióng de zǔguó shì wǒ shēngzhǎng dì dìfāng zài zhè piàn gǔlǎo de tǔdì shàng dàochù dōu yǒu qīngchūn de lìliàng hǎo shān hǎo shuǐ hǎo dìfāng tiáo tiáo dàlù dōu kuānchàng péngyǒu láiliǎo yǒu hào jiǔ ruòshì nà cháiláng láiliǎo yíngjiē tā de yǒu lièqiāng zhè shì qiángdà de zǔguó shì wǒ shēngzhǎng dì dìfāng zài zhè piàn wēnnuǎn de tǔdì shàng dàochù dōu yǒu hépíng de yángguāng |